# Lockheed F-94 Starfire
Lockheed F-94 Starfire var ett amerikanskt allvädersjaktflygplan, det första readrivna dito. Det var baserat på Lockheed F-80 Shooting Star och utvecklades för att ersätta äldre propellerdrivna nattjaktflygplan. Det var också USA:s första serieproducerade jetflygplan med efterbrännkammare.

## Utveckling
År 1945 utfärdade USA:s flygvapen en specifikation på ett jetdrivet, radarutrustat jaktflygplan för att ersätta Northrop P-61 Black Widow och North American F-82 Twin Mustang. Dess huvudsakliga uppgift var att försvara USA mot bombflygplan av typen Tupolev Tu-4 (en sovjetisk piratkopia av Boeing B-29 Superfortress). Till en början var det tänkt att en tvåmotorig konstruktion från Curtiss-Wright skulle fylla den rollen, men när det visade sig att den inte presterade som förväntat erbjöd Lockheed ett billigare alternativ med snabbare leverans med en ombyggd variant av Shooting Star.
F-94 Starfire är baserad på den tvåsitsiga skolversionen TF-80C (senare kallad T-33) där dubbelkommandot avlägsnats och baksitsen utrustats med radarindikator. Nosen förlängdes för att ge plats åt radarn och fyra 12,7 mm kulsprutor. Radarn hade relativt kort räckvidd och flygplanet var ofta beroende av stridsledning från marken. Den extra vikten av radarn och en andra besättningsman gjorde det nödvändigt med en kraftigare motor. Allison J33-A-33 var i grunden samma motor som i F-80, men försedd med efterbrännkammare som ökade den maximala dragkraften till 27 kN.
De första modellerna av F-94 var enbart beväpnade med fyra stycken kulsprutor. Dessa visade sig snabbt vara alltför klena för att effektivt bekämpa stora flygplan som Tu-4. Dessutom var kulsprutornas räckvidd kort, vilket gjorde flygplanet sårbart för moteld från bombflygplanens rörliga kulsprutor som med hjälp av centralsikte och eldledningsradar var betydligt effektivare än de varit under andra världskriget. För att lösa det problemet beväpnades F-94 med 70 mm jaktraketer i två kapslar om tolv raketer.
År 1950 började Lockheed att utveckla en förbättrad version kallas F-94C. Den fick en ny, större nos med en modernare radar. Kulsprutorna togs bort och ersattes med ett batteri om 24 jaktraketer monterade i ring runt nosen bakom radarn. Raketerna satt i paneler som fälldes ut på båda sidor om nosen när raketerna skulle avfyras. Dessutom fick F-94C nya vingar med tunnare profil och den betydligt kraftigare motorn Pratt & Whitney J48.

## Användning
Precis som F-80 fick F-94 sitt elddop i Koreakriget där de tillsammans med F-82 Twin Mustang upprätthöll USA:s luftherravälde under dygnets mörka timmar. (Nordkorea och Kina hade ännu inga flygplan med radar). Eftersom de till skillnad från F-80 inte sattes in i markanfall drabbades de inte av lika stora förluster. Totalt sex F-94:or förlorades i Korea varav endast en som en följd av fientlig eld.
I november 1952 ombaserades 59:de jaktdivisionen till Goose Bay i Kanada och Thule på Grönland för att inom ramen för NORAD (då NEAC) skydda den nordamerikanska kontinenten från flyganfall norrifrån.

## Varianter
- YF-94 – Prototyp. Två ombyggda från F-80C.
- F-94A – Första produktionsmodellen. 109 byggda.
- YF-94B – En F-94A ombyggd med nytt hydraulsystem, autopilot, ILS och nya tankar på vingspetsarna.
- F-94B – Produktionsmodell baserad på YF-94B. 355 byggda.
- YF-94C – Två F-94B ombyggda med P&W J48-motor, ny radar, raketbeväpning och ny vinge med tunnare profil.
- F-94C – Produktionsmodell baserad på YF-94C.

## Bilder

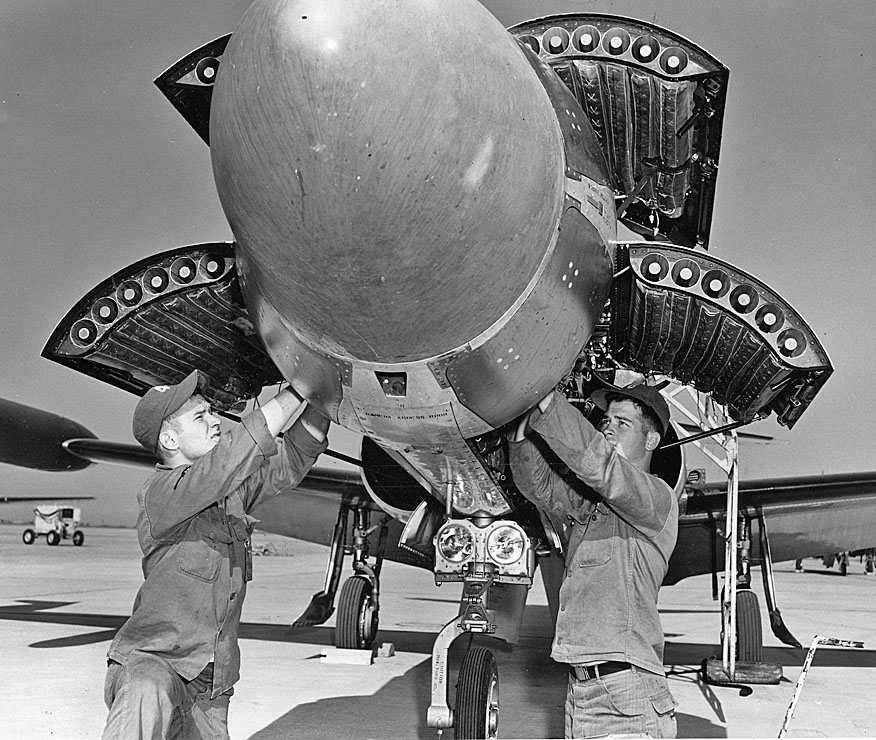
Nosen på en F-94C med raketpanelerna utfällda.
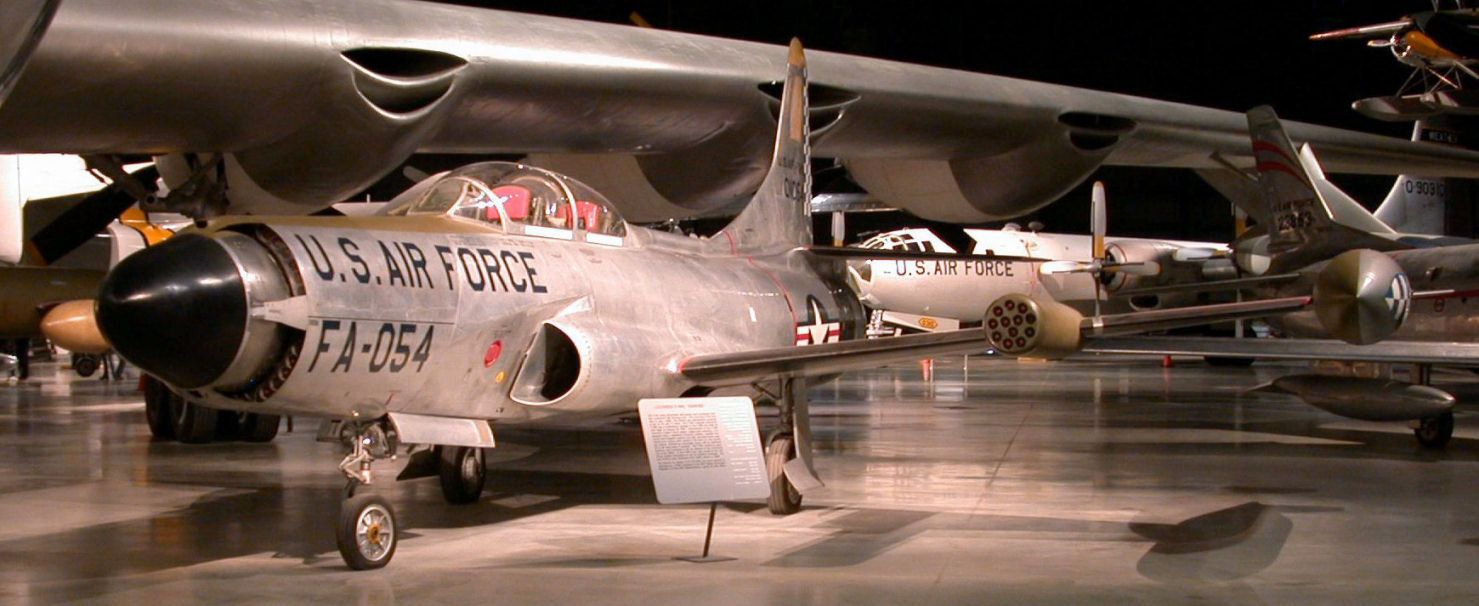
En F-94C med raketpanelerna infällda och med raketkapslar på vingarna.
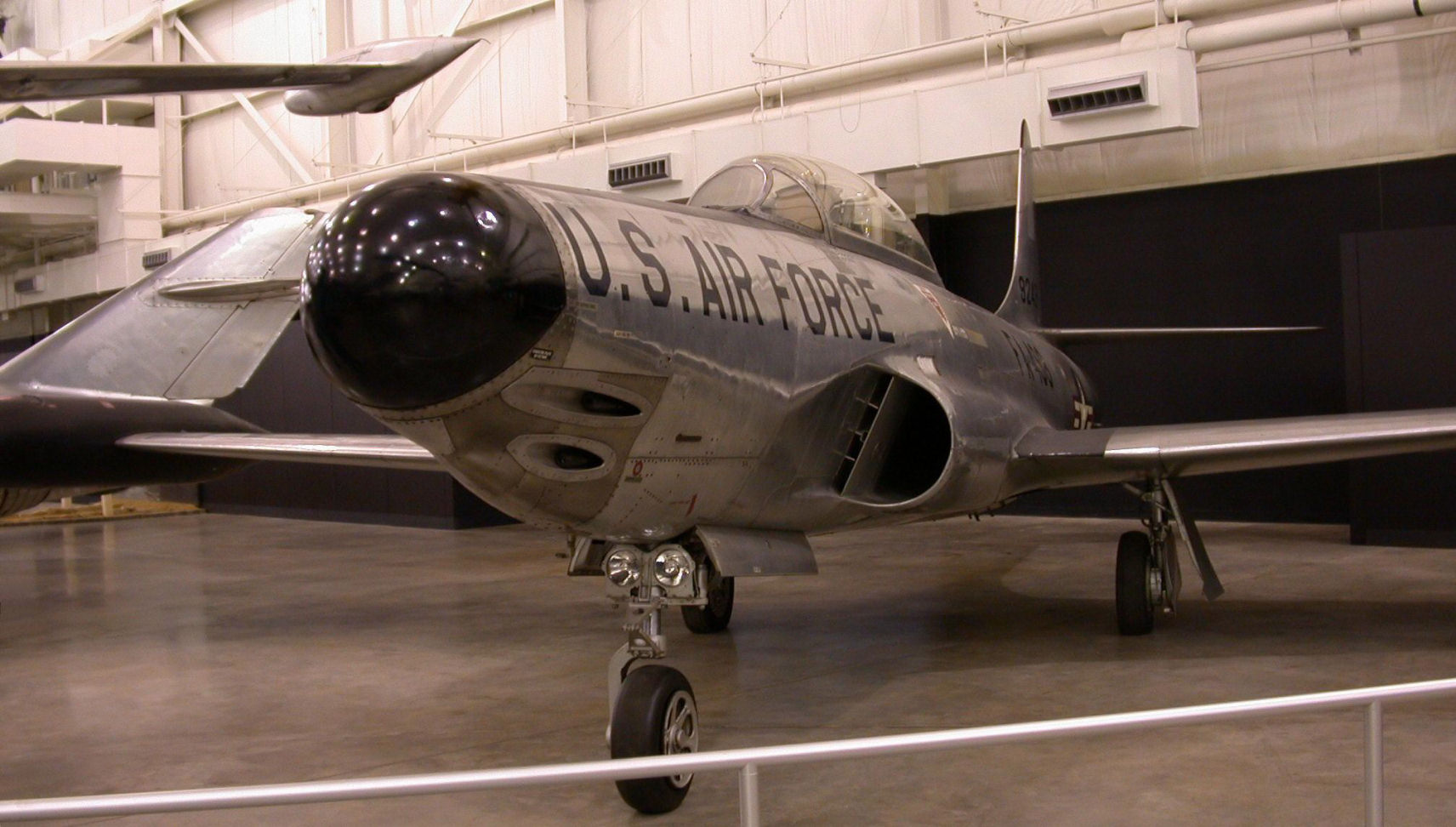
Nosen på en F-94A med fyra kulsprutor.
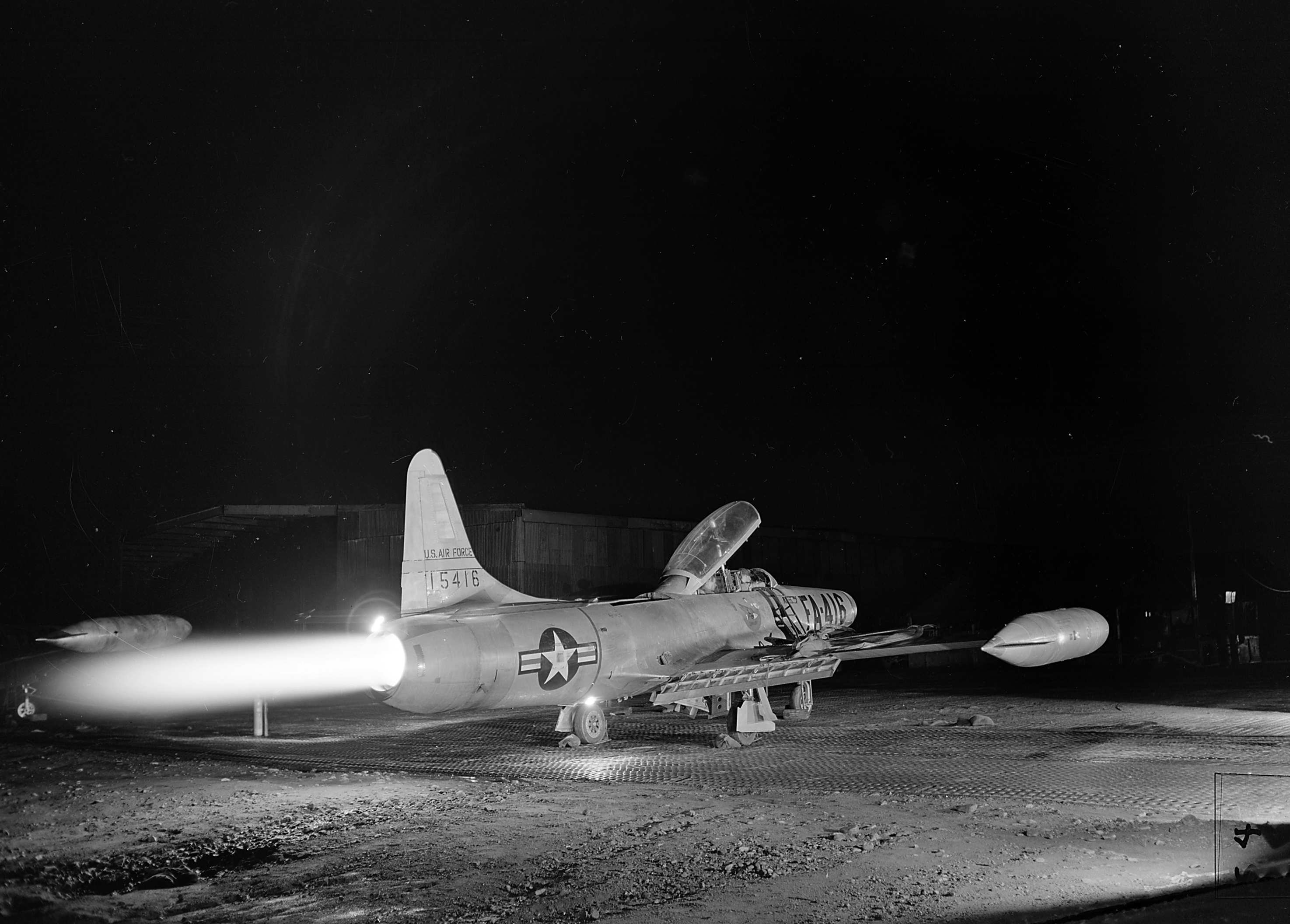
En F-94B genomför motorprov. Korea, 1953.